# ロンビックイコライザー
ロンビックイコライザーとは、主に鉄道模型で利用されるリンク機構である。それぞれの車輪にかかる荷重を等しく（イコライズ）し、線路に対する追従性を向上させるために用いられる。

## 概要
ロンビックイコライザーはいわゆる等角逆捻り機構と呼ばれるものの一つである。すなわち、車体を支える2本の軸（輪軸や台車の横梁）の片方を傾けると、もう片方が逆方向に同じだけ傾くような機構である。
3点支持の変形として理解されることがあるが、実際は2点支持である。車体の重心が支持点よりも上にあるため3点目・4点目で支える必要があるが、荷重を受けるのは2点である。